# نانسي والتون لوري
نانسي والتون لوري (بالإنجليزية: Nancy Walton Laurie)‏ هي رائدة أعمال أمريكية، ولدت في 15 مايو 1951 في الولايات المتحدة.